# José Bondía Román
José Bondía Román ha estat un sindicalista espanyol.
Originari de Salamanca, treballà a IBM i fou secretari de propaganda en el Comitè Nacional de la CNT dirigit per Juan Gómez Casas. El 1979 fou nomenat secretari de la FAI i Secretari General de la CNT, confirmat en el V Congrés celebrat a Saragossa el juny de 1980. Ocupà el càrrec fins a gener de 1983 i fou qui inicià les reclamacions al govern espanyol del patrimoni històric del sindicat.
Sempre havia estat un dels representants del sector més ortodox, però des de 1983 es mostrà partidari de participar en eleccions sindicals i s'apropà al PSOE (va mantenir contactes amb Alfonso Guerra). L'octubre de 1983 fou expulsat de la CNT acusat de mala gestió econòmica i de la pèrdua deliberada d'arxius històrics. Posteriorment la seva fracció es va unir el 1986 a la del Congrés de València, i ambdues el 1989 formaren la Confederació General del Treball (CGT). El fou nomenat gerent de l'organisme encarregat de la Celebració del Cinquè Centenari del Descobriment d'Amèrica i conseller tècnic de la Fàbrica Nacional de Moneda i Timbre.